# Chigijeva kapela
Chigijeva kapela ali Kapela Loretske Madone (italijansko: Cappella Chigi ali Cappella della Madonna di Loreto) je druga kapela na levi strani ladje v baziliki Santa Maria del Popolo v Rimu. Je edina Rafaelova verska zgradba, ki se je ohranila v skoraj izvirni obliki. Kapela je zakladnica italijanske renesančne in baročne umetnosti in je uvrščena med najpomembnejše spomenike v baziliki.

## Zgodovina
Leta 1507 je papež Julij II. odobril nakup kapele v cerkvi svojemu prijatelju, premožnemu sienskemu bankirju in finančniku rimske kurije Agostinu Chigiju. Chigi je kupil drugo kapelo v severni stranski ladji, njeno posvetitev pa je papeška bula 3. decembra 1507 spremenila iz svetih Boštjana, Roka in Sigismunda v Loretsko Madono, katere svetišču je bil Agostino strastno vdan in svetnika Avguštin in Boštjan. Bula je tudi izjavila, da naj bi bila kapela mavzolej za Agostina in njegove dediče, »ki bi z srečno menjavo želeli zemeljske stvari zamenjati za nebeške in prehodne za večne«.
Kapela je bila najverjetneje obnovljena iz nič z Rafaelom kot arhitektom. Tloris, ki so ga pripisali umetniku, je bil ohranjen v Uffizi v Firencah, predvidoma je bil narisan na začetku dela okoli leta 1512. Napis na kupoli je označeval zaključek mozaikov leta 1516. V naslednjih letih je Lorenzetto delal na arhitekturni dekoraciji kapele in kipih pod Rafaelovim pokroviteljstvom. Glavna ikonografska tema kapele je bila Vstajenje; in vizualno je predstavljala zakon med krščanstvom in klasično antiko.
Agostino Chigi je bil pokopan v napol dokončani kapeli 11. aprila 1520, Rafael pa je umrl nekaj dni pred Agostinom. Vdova Agostina Chigija, Francesca Ordeasca, je 31. maja 1520 naročila mozaičarju Luigiju da Paceju, da ustvari nov sklop mozaikov za načrtovano dekoracijo tamburja in spandrelov, vendar je istega leta 11. novembra umrla. Sočasna smrt umetnika, pokrovitelja in zaščitniške vdove je ogrozila kapelo. Agostinov mlajši brat Sigismondo Chigi je leta 1521 naročil Lorenzettu, naj nadaljuje z Rafaelovim načrtom. Toda delo je počasi napredovalo in smrt Sigismonda leta 1526 je pustila vse v negotovosti. Giorgio Vasari v svojem Življenju umetnikov piše o kipih Jona in Elije:
 »... so dediči Agostina s pičlim spoštovanjem dovolili, da so te figure ostale v Lorenzettovi delavnici, kjer so stale dolga leta. [...] Lorenzo, oropan vseh razlogov za upanje, je za zdaj ugotovil, da zavrgel svoj čas in delo«.
Glavni oltar, freska, ki prikazuje Rojstvo Device Sebastiana del Piomba, in se je začela leta 1530, vendar je bila leta 1534 še nedokončana. Dela na kapeli so se nadaljevala leta 1548, ko je bilo Francescu Salviatiju naročena izdelava fresk na tamburju in spandrelih, čeprav je Rafael na teh površinah načrtoval mozaike. Dokončal je tudi fresko nad glavnim oltarjem. Leta 1552 je Lorenzo Chigi plačal svoj dolg dedičem Lorenzetta in kipa sta bila končno postavljena v kapelo. Po tem je bila leta 1554 kapela prvič odkrita.
Po smrti Lorenza Chigija in njegovem pokopu v kapeli leta 1573, je družina izginila iz Rima, kapela pa je bila zapuščena. Leta 1624 so nagrobni spomenik kardinala Antoniotta Pallavicinija s križišča preselili v kapelo in ga postavili pred levo steno. Pravnuk Sigismonda Chigija, Fabio, je prvič obiskal zapuščeno kapelo leta 1626. Našel jo je v resnem slabem stanju in se v pismu stricu pritožil nad prisotnostjo spomenika Pallavicinija. (Kasneje mu je uspelo prenesti to grobnico v bližnjo krstilnico, vendar je bila leta 1629 še vedno v kapeli.) Fabio Chigi je po triletnem sporu z avguštinci pridobil lastništvo. Čeprav je bila razprava rešena leta 1629, je bila kapela v naslednjih desetletjih zaradi dolge odsotnosti Chigijev iz Rima, ko je nadaljeval svojo cerkveno kariero, zanemarjena.
Pomembnejše spremembe je izvedel Gian Lorenzo Bernini med letoma 1652 in 1655. Dela so se začela resno, ko je Fabio Chigi postal kardinal-duhovnik bazilike. Bernini je dokončal piramide, položil sedanja tla, dvignil oltar, nekoliko povečal okna, prenovil svinčeno streho, zgradil in očistil kupolo. Poslikane lesene plošče Raffaella Vannija so postavili v lunete nad grobnicami. Leta 1656 in leta 1661 je Bernini zapolnil preostale niše z dvema novima kipoma, na katerih sta bila upodobljena Danijel in Lev ter Habakuk in angel. Druga obnovitvena akcija se je začela v letih 1682–88.

## Opis
Zunanjost
Zunanjost kapele je zelo preprosta: podolgovata kocka izpostavljene opeke, obdana z valjastim tamburjem, prebodenim z velikimi pravokotnimi okni. Kocka je zaključena s kamnitim vencem, medtem ko je tambur okrašen z opečno modiljonsko obrobo. Nizka stožčasta streha je prekrita s ploščicami, prvotno pa je bila svinčena. Kupolo krona majhna kamnita lanterna, ki ima namesto oken med toskanskimi pilastri niše, podstavek pa je okrašen s štirimi zvitki. Ta miniaturni okrogli tempelj je okronan s simboli družine Chigi, gore in zvezde s križem. Zunanjost je zaradi lege kapele za mestnim obzidjem, Porta del Popolo in glavnega dela bazilike praktično nevidna. Njena preprostost in resen videz sta temeljila na recepciji starih rimskih osrednjih stavb, na primer templju Minerve Medica.
Notranjost
Rafaelov centralni tloris so navdihnili načrti Bramanteja za novo baziliko svetega Petra. Drug vir navdiha je bil  Panteon s kupolo, marmornatimi oblogami in korintskimi pilastri. Preprosto kocko premošča polkroglasta kupola, ki je naslonjena na visok boben, skozi katerega prodira vrsta oken, ki prepuščajo svetlobo v kapelo. Trapezoidni obeski so bili značilnosti Bramanteja, vendar je celotno pojmovanje prostora, ki od gledalca zahteva, da pogleda na več strani, da ujame njegov sijaj, novo in edinstveno. Stranske stene sestavljajo okroglasti oboki, od katerih je odprt le vhodni lok, ostali so slepi; izmenjujejo se z nagnjenimi vogali, v katerih so med korintskimi pilastri uokvirjene školjkaste niše. Prefinjena uporaba barvnih marmorjev poudarja posamezne elemente klasične arhitekture.
Portal kapele je renesančna reinterpretacija vhodnega oboka Panteona. Ima monumentalni učinek z dvojnimi prečnimi loki, naslonjenimi na ogromne korintske pilastre. Marmorni pilastri imajo žlebičene gredi in lepo izrezljane, živahne kapitele, ki so bili praktično kopirani iz zelo občudovanega klasičnega modela. Rafael je preučil antično stavbo in ustvaril natančno arhitekturno risbo vhoda, ki je danes ohranjena v Uffiziju. Ogredje in venec sta okrašena z jajčevniki in kroglicami in koluti ter cvetličnimi vzorci. Pilastri so iz poliranega belega carrarskega marmorja z rahlo sivimi žilami, kapiteli pa iz nebrušenega čistega belega carrarskega marmorja. Površine med pilastri so prekrite z barvnimi marmornatimi oblogami, njihove plošče so razdeljene z belimi marmornatimi ploščami.
Površine lokov so okrašene z renesančnimi ornamenti; na intradosu zunanjega loka je meander, arhivolta notranjega loka je okrašena z bogatimi sadnimi venci in masko, medtem ko ima intrados notranjega loka osrednji pas izmeničnih rozet in pravokotnikov z groteskami, ki jih uokvirja dva prepletena pasova s šestkrakimi zvezdami na sredini. Štukaturni Chigijev grb (četrtine s hrastom in šestimi gorami z zvezdo) nad portalom je Bernini dodal leta 1652. Napis Unum ex septem na kartuši, ki visi na grbu, nakazuje, da je to eden od privilegiranih oltarjev, ki je pobožno enakovreden obisku sedmih rimskih cerkva.
Vhod kapele zaznamuje marmorna ograja. Izdelana je iz rumenega giallo antiko marmornega okvirja s temno rdečimi balustri iz portasanta. Ograja je bila povečana in v 17. stoletju dodani pompozni balustri. To ograjo je v drugačni barvni shemi kopiral Giovanni Battista Contini v kapeli Elci v Santa Sabini. Stopnica, ki vodi v kapelo, je velik monolit egiptovskega granita. Vse ostale kapele v baziliki imajo preproste bele kamnite stopnice. Agostino Chigi je plačal 300 skudov za velik kamniti blok. Osrednje plošče lesenih vrat so okrašene z gostim listjem izrezljanih listov akanta.
Frizi v kapeli so 'spuščeni' v nenavadnem položaju med glavnima kapiteloma. To je bila neobičajna rešitev in Rafael jim je z bujnostjo in plastičnostjo rezbarskih del dal povsem nov pomen. Na Santa Casa v Loretu obstajajo podobni spuščeni frizi, ki jih je oblikoval Bramante leta 1509. Shearman je menil, da je zasnova kapele Chigi pred Santa Casa; v vsakem primeru sta bila oba projekta povezana, ker je kapelo Chigi Agostino Chigi posvetil Devici Loretski. Spuščeni frizi se pojavijo na dveh monumentalnih grobnicah Andree Sansovina v apsidi bazilike, ki sta tudi nastali v prvem desetletju 16. stoletja. Starinski primeri so redki, vendar je enaka ureditev vidna tudi na Arcus Argentariorum v Rimu.
Frizi so okrašeni s sadjem in trakovi. Okras je bil oblikovan po vzoru reliefnih plošč v vhodni obočni poli Panteona, ki jih je Rafael posnel na manjši risbi, vendar je tripode na straneh izpustil, ker je bil razpoložljiv prostor manjši. Rafael je nad girlande dodal nove simbole: vzpenjajoče se orle (ob straneh oltarja), bradata moška glava v klobuku v obliki simbolov Chigi z dvema fantastičnima zverema (tik do vhoda), sireno s krilatimi morskimi levi (levo do vhoda) ter Chigijev simbol gore in osemkrako zvezdo (pod vhodnim lokom). Na koncu trakov so igrive podrobnosti: cvetje in jagodičevje na koncu, ptice, ki kljuvajo plodove girland (obe orlovi plošči) in majhen prizor ptice, ki napada kuščarja, ki grize plodove (leva orlova plošča).
Pod kapelo je krožna kripta z neornamentiranim praznim piramidalnim grobom, postavljenim v steni tik pod oltarjem, ki je bil odkrit leta 1974. Trenutno je ta hipogej popolnoma skrit pred očmi, toda pred Berninijevo rekonstrukcijo je bila pred oltarjem odprtina, ki je ustvarjala vizualno povezavo med obema nivojema.
Kupola
Kupola je okrašena z mozaiki, ki jih je po Rafaelovem kartonu (1516) izdelal Benečan Luigi da Pace. Izvirni kartoni so bili izgubljeni, nekaj pripravljalnih risb, ki potrjujejo izvirnost dela, pa je ostalo v  Ashmolovovem muzeju v Oxfordu in Lillu. Osrednji krog predstavlja Boga, Očeta, obkroženega s putti, ki je bil učinkovito skrajšan v grozno kretnjo in se vračal k Michelangelu, kar se zdi, da povzroča celotno gibanje vesolja spodaj. Osem mozaičnih plošč prikazuje Sonce, Luno, zvezdnato nebo in šest znanih planetov kot poganska božanstva, upodobljena v polovični dolžini, vsakega pa spremlja angel z barvitimi pernatimi krili. Figure spremljajo znaki zodiaka.
Zaporedje plošč je naslednje: nebo - Merkur, bog, ki drži kaducej (z Devico in Dvojčkoma); Luna, boginja z dragulji iz polmeseca, ki drži lok (z rakom); Saturn, bradati bog, ki drži koso (z Vodnarjem in Kozorogom); Jupiter, kralj bogov s svojim orlom, ki drži strelo (skupaj s Strelcem in Ribami); Mars, bog vojne, ki ima meč in ščit (s Škorpijonom in Ovnom); Sol, bog s soncem, draguljem, ki drži lok (z Levom); Venera, boginja ljubezni s Kupidom, ki drži baklo (s Bikom in Tehtnico). Francoski graver, Nicolas Dorigny, je leta 1695 za Ludvika, vojvoda Burgundije, ustvaril vrsto plošč, ki prikazujejo mozaike.
Mozaične plošče obdaja bogato pozlačena štukatura. Modro ozadje ustvarja optično iluzijo, ki daje vtis arhitekturnega okvira, ki se odpira v nebo nad kapelo. Plošče izgledajo kot iluzionistična strešna okna med pozlačenimi štukaturnimi rebri, medtem ko Bog stoji na robu osrednjega okulusa.
Tradicionalna interpretacija kupole je, da kompozicija prikazuje Stvarjenje sveta. Druga razlaga, ki jo je predlagal John Shearman, trdi, da predstavlja vesolje, kot ga je opisal Platon v pokristjanjeni neoplatonistični obliki. Ta ideja je bila zelo popularna v renesansi. V tem primeru je kupola prikaz Carstva duše po smrti z Bogom, Oče sprejema dušo (Agostina Chigija) v svojem novem domu. Prisotnost znakov zodiaka potrjuje to razlago, ker so bili znaki simboli poteka časa v večnosti in so se v antični pogrebni umetnosti pojavili okoli podobe pokojnika.
Tambur in spandreli
Rafael je mozaike namenil za dekoracijo tamburja in spandrelov, vendar ti niso bili nikoli narejeni. Leta 1520 je Francesca Ordeasca naročil Luigija da Pacea, da to nalogo opravi v največ štirih letih. Leta 1530 so izvršitelji Agostina Chigija naročili Sebastianu del Piombu, da med okni in štirimi tondi na spandrelih izdela osem fresk. Ker je Sebastiano lagodno delal na velikem oltarju, je naredil samo pripravljalne risbe. Dve študiji v Louvru kažeta, da Bog Oče ustvarja Sonce in Luno ter ločuje Svetlobo od Teme. Druga risba v kraljevi knjižnici v Windsorju prikazuje Boga z iztegnjenimi rokami, gesto, povezano z ustvarjanjem. Risbe je očitno navdihnil Michelangelo.
Okoli 1548-50 je Chigis z isto nalogo naročil Francescu de' Rossiju (ali Il Salviati). Menda je de' Rossija priporočil njegov pokrovitelj, kardinal Giovanni Salviati (čigar priimek je sprejel), ker je bil kardinal povezan z družino Chigi prek poroke njegovega sorodnika Giuliana iz leta 1530 s Camillo Chigi, Agostinovo hčerko.
Štirje tondi spandrelov prikazujejo alegorične upodobitve letnih časov. Leta 1653 jih je po naročilu Fabija Chigija obnovil Antonio della Cornia. Freske so bile leta 1842 opisane kot resno poškodovane. Ikonografija slik je klasična. Pomlad je predstavljena kot mladenka, ki drži šopek cvetja s cvetličnim vencem na glavi; Poletje je ženska, ki drži klasje z žitnim vencem na glavi; Jesen je mladenič pod vinsko trto s skodelico; in Zima je starec v krznenem klobuku, ki si greje roke s piščancem. Majhen oven ob rami pomladi je simbol ovna, prvega znaka zodiaka in povezan z pomladnim enakonočjem. Upodobitev Ver (pomlad), Aestas (poletje) in Autumnus (jesen) sledi Ovidijevemu opisu letnih časov v njegovih Metamorfozah (Met 2,27-30), medtem ko je alegorijo zime navdihnil 'februar ob ognju' motiv srednjeveškega koledarskega izročila. Nekdanje tri personifikacije lahko razlagamo tudi kot starorimska božanstva: Flora / Prozerpina, Cerera in Bakh. Tondi so bili poškodovani v različnih stopnjah, najhuje alegorija Jeseni. Med nedavno obnovo so bili odstranjeni bronasti okvirji iz 17. stoletja.
|                            |                          |                   |                  |
| Ločevanje svetlobe in teme | Stvarjenje Sonca in Lune | Stvarjenje Zemlje | Stvarjenje Adama |

Freske med okni tamburja (ok. 1552-1554) upodabljajo prizore iz Knjige Geneze po vrsti: Ločitev svetlobe od teme, Kreacija Sonca in Lune, Kreacija Zemlje, Kreacija Adama, Kreacija Eva, Stvarjenje živali, Izvirni greh in Izgon iz raja. Slike kažejo močan vpliv kiparskega sloga slavnega Michelangelovega cikla na stropu Sikstinske kapele. Prizori niso v strogo kronološkem vrstnem redu. Prvih pet je enakih vzporednim slikam Geneze v Sikstinski kapeli, toda šesta freska doda novo temo, ustvarjanje rib, ptic in divjih živali. Šesti prizor Sikstinskega stropa je ločen na dve posamezni sliki na tamburju kapele Chigi. Salviatijev cikel se tu konča in manjkajo trije prizori iz Noetove zgodbe, ki tvorijo zadnji del velikega Michelangelovega zaporedja.
Okoli leta 1602 je vojvoda Mantovski Vincenzo I. Gonzaga naročil Pietru Facchettiju izdelavo kopij fresk Geneze in kozmoloških mozaikov kupole. Oljne slike so bile darilo vojvodi Lermi, najvplivnejšemu človeku na španskem dvoru Filipa III. V Valladolid jih je leta 1603 skupaj z drugimi kopijami znanih italijanskih umetniških del pripeljal Peter Paul Rubens, mladi flamski slikar za vojvodo Vincenza v tistem času. Zodiakalne slike so pozneje odšle v okrasitev planetarne dvorane Filipa IV. v palači Buen Retiro. Trenutno se v muzeju Prado nahaja sedem zodiakalnih slik in pet ohranjenih kopij fresk Geneze.
Zaradi njihove lege in slabe vidljivosti so bile Salviatove freske vedno nekoliko spregledane, toda kopije, poslane vojvodi Lermi, dokazujejo, da so bile takrat zelo cenjene. To dejstvo potrjuje vodnik Roma sacra e moderna iz leta 1725.
|                |                   |              |               |
| Stvarjenje Eve | Stvarjenje živali | Izvirni greh | Izgon iz Raja |

"Arhitekturna krožnost tamburja je očitno primerna za pripovedovanje zgodbe o Stvarjanju sveta v šestih dneh. Prizori zahtevajo, da gledalec premakne pogled po steni bobna, in to šele na koncu to vizualno potovanje, da je zgodbo rekonstruiral v celoti«, trdi Florian Métral. Okna prav tako igrajo svojo vlogo pri celotnem učinku, saj sončna svetloba prodira skozi vsak lok po vrsti, pri čemer nekatere prizore osvetli, druge pa naredi nerazločne, s čimer sčasoma modulira vizualno izkušnjo gledalca.
Prizor Stvarjenja živali predstavlja zanimiv problem zaradi umestitve po nastanku Adama in Eve, ki ni v skladu s svetopisemsko pripovedjo in nima ikonografskega primera. (Vodne in leteče živali je Bog ustvaril peti dan, kopenske vrste pa šesti dan, vendar pred prvim človekom.) Salviati je ta prizor 'preložil', da bi postavil Stvarjenje Adama in Stvarjenje Eve na obeh straneh vhoda v kapelo in da se na oltarju neposredno soočita z Marijinim rojstvom, ker je bila ta ureditev teološko bolj smiselna. Prefinjeno sklicevanje na to, da prizor spada v prvo skupino, je bilo razvidno iz obravnave božjih oblačil (rdeči in modri plašč v prvih prizorih, drugačna modrikasto obleka v Stvarjenju Adama in Eve). Če pogledamo celoten cikel, prizori postopoma temnijo, ko pripoved napreduje, razen čudno postavljenega Stvarjenja živali, ki spada v prvo skupino slik glede njegove obdelave svetlobe.
Po Métralu freske tamburja predstavljajo ustvarjanje zemeljskega in vidnega sveta, podrejenega času (tempus), ki ga zaznamujeta spremenljivost in pokvarljivost v nasprotju s popolnim in večnim nebeškim svetom, ki ga predstavljajo mozaiki kupole zgoraj.
 Sebastiano del Piombo: Rojstvo Device
John Shearman je predlagal, da naj bi bil glavni oltar Marijino vnebovzetje, a teorija ostaja močno sporna. Kmalu po Rafaelovi smrti je bil Sebastiano del Piombo izbran za delo na oltarju, vendar je dosegel manj, kot so pričakovali. Vasari v svojem Življenju poda grozljiv zapis:
»Tam je malo delal, čeprav ugotavljamo, da je od Agostina in njegovih dedičev dobil veliko več, kot bi mu bilo treba, tudi če bi ga dokončal v celoti, česar pa ni, niti zato, ker se je naveličal umetniškega dela ali ker je bil preveč zavit v udobje in užitke.«
V tem desetletju je Sebastiano morda dal več osnutkov pokroviteljem. Dva sta ohranjena: zgodnejša pripravljalna študija v Kupferstichkabinett Berlin in fino izveden, dokončen model risbe v Louvru. Glavna razlika je v tem, da na zgodnejši berlinski risbi manjka skupina v zgornjem delu slike (Bog in angeli). Kompozicija modela, ki je enaka izvedeni freski, je postala bolj zrela in harmonična. (Drugo študijo, majhno risbo ženske glave, je Louvre pridobil leta 2004.) 1. avgusta 1530 je Filippo Sergardi, ki je bil skrbnik dedičev Agostina Chigija, s Sebastianom podpisal novo pogodbo o sprejetju končne različice. V tem dokumentu je bilo umetniku zaupano, da bo v naslednjih treh letih poslikal oltar in druge freske za odškodnino 1500 plus 1300 zlatih dukatov.
Rojstvo Device Marije je sčasoma začel Sebastiano del Piombo z nenavadno tehniko, olje na kamnitih blokih peperino. To si je izmislil in so ga sodobniki zelo občudovali. Fresko je Sebastiano leta 1534 pustil nedokončano, do 1554 jo je dokončal Francesco Salviati. Zgornji del s likom svetega očeta in angelov je v glavnem Salviatijevo delo. The upper part with the figure of the Holy Father and the angels is mainly Salviati's work.
Ikonografija slike je precej nenavadna. Po mnenju Costanze Barbieri prisotnost Boga v zgornjem delu združuje tradicionalni predmet rojstva z naukom o brezmadežnem spočetju, ki sicer še ni bil splošno sprejet, vendar sta ga močno spodbujala papež Sikst IV. in Agostini Chigi, saj je bila njegova volja praznovanje slovesne maše v njegovi kapeli na dan Device Marije. Teološka stališča sine culpa so delili tudi avguštinski fratri iz Santa Maria del Popolo. Zamisel, da je Marijo, Jezusovo mater mogoče obarvati zaradi izvirnega greha, je gnusna za Boga, Očeta, ki s svojo močno kretnjo preprečuje to tveganje, še preden je Marija spočeta. Angeli, ki obkrožajo svetega očeta, so angeli apteri, angeli brez kril, mladeniči po modi Michelangela. Neprestano brskajo po obsežnih kodeksih, se obračajo v desno in levo, primerno vizualizacijo razumnih knjig; isti motiv je prikazan na vzorčni risbi Sebastiana za oltarni del, ki prikazuje Marijino vnebovzetje v Rijksmuseumu.
V spodnjem delu slike novorojenega otroka na prvo kopel pripravi sedem služabnic. Ženska, ki drži otroka na sredini, je nekako zavajajoča - in verjetno namerna - podobna Madoni. Sveta Ana, ki je pravkar rodila hčerko, počiva na postelji sredi mračne sobe, ki se odpira proti dvorišču. V močno osvetljenem pravokotniku pred vrati njenega moža Joahima pozdravi moški. Na skrajnem koncu precej monumentalnega dvorišča je viden klasičen kip, ki verjetno predstavlja Tiburtinsko Sibilo, ki je Avgustu napovedala Kristusovo rojstvo.
Okrašen pozlačen bronast okvir slike z akantovimi listi in želodi je leta 1655 izdelal Francuccio Francucci. Podobni okvirji obkrožajo lunete plošče Raffaella Vannija nad grobnicami.
 Kristus in samarijanka
Bronasti reliefni plošči na oltarni sprednji strani sta Kristus in Samaritanka, avtor Lorenzetto. Relief je bil narejen v zgodnjih 1520-ih in jo je Lorenzo Chigi od dedičev kiparja kupil leta 1552. Po besedah Antonia Pinellija je bil prvotno načrtovan za grobnico Francesce Ordeasce, žene Agostina Chigija. Če je res, potem to ponuja razlago za nenavadno tematsko izbiro, ki dobro ustreza ženski grobnici, vendar se zdi nekoliko neskladna z grobom moškega. Kakorkoli že, postavljen je bil na edino takrat obstoječo piramido, grobnico Agostina Chigija, kasneje pa ga je Bernini preselil na glavni oltar in ga postavil v svetleč zlato-rumen kamnit okvir.
Na reliefu je upodobljeno srečanje Jezusa in Samarijanke pri Jakobovem vodnjaku. Ustrezni del odlomka po Janezovem evangeliju (Jn 4,10–26) se imenuje Voda življenjske razprave in Jezusove besede jasno kažejo, zakaj je bila slika primerna na grobu:
»... tisti, ki pijejo vodo, ki jim jo bom dal, ne bodo nikoli žejni. Voda, ki jo bom dal, bo v njih postala izvir vode, ki je vrela v večno življenje.«
Lorenzetto se je odločil, da bo zastopal drugi del epizode. Jezus sedi pri vodnjaku pod drevesom in učenci mu ponujajo hrano, ki so jo kupili v bližnjem mestu. Na levi Samarijanka vodi prebivalce Siharja do vodnjaka, da vidijo Mesijo.
Figure, Samarijanka in druga ženska na levi so bile kopirane iz znamenitega antičnega marmornatega reliefa, imenovanega Borgheški plesalci, ki se danes hrani v Louvru, prvotno pa je bil v Rimu in je bil pomemben vir navdiha za umetniški krog okoli Rafaela.
 Štirje preroki
Kipi prerokov, ki stojijo v enakih školjkastih nišah na štirih vogalih kapele, spadajo v dve ločeni skupini. Prva dva (Jona in Elija) je ustvaril Lorenzetto po vzoru Rafaela. Ta so ostala v kiparjevi delavnici, dokler jih Chigis ni kupil od Lorenzettovih dedičev in so jih postavili v kapelo leta 1552. Slednja dva (Daniel in Habakuk) je Bernini dodal med obnovo iz 17. stoletja.
Obstajajo različne teorije o razporeditvi figur niše v prvotnih načrtih. Shearman je domneval, da je bil kip Jona načrtovan za nišo desno od oltarja, ker je to mesto ponujalo najboljši kot za ogled kompozicije. Menil je, da je kip Elije najverjetneje namenjen eni od dveh niš ob vhodu. Po letu 1552 naj bi bila kipa postavljena na obeh straneh vhoda. Sedanjo kompozicijo je ustvaril Bernini, ki je postavil kipa Habakuka in Daniela diagonalno drugega proti drugemu in ustvaril skladno kompozicijo.
Kip Jona in kit, preroka, ki je vnaprej postavil Vstajenje, je izrezljal Lorenzetto (1520). Kip Elija, ki je v puščavi živel po božji milosti, je ustvaril Lorenzetto, vendar ga je okoli 1523/24 dokončal Raffaello da Montelupo.
V dveh drugih nišah so skulpture Berninija: Habakuk in angel (1656–61), ki ga je prijel za lase in ga prepeljal v Babilon, da bi pomagal Danielu in levu, ki je zastopan v ustrezni niši na nasprotni steni, delo Berninija v letih 1655-56. S tema dvema kipoma je Bernini ustvaril prostorsko razmerje, ki je poživilo celotno kapelo in njeno klasično obliko spremenilo v novo versko uporabo.
 Piramide
Na stranskih stenah so ujemajoče se piramidalne stenske grobnice Agostina Chigija (umrl 1520) in njegovega brata Sigismonda (umrl 1526), ki sta bila zastopana v medaljonu in gledala proti oltarju. Spomenike je verjetno zasnoval Rafael, vendar je bila njihova izvedba prepuščena Lorenzettu, ki je leta 1522 skoraj dokončal eno grobnico. Kar zadeva drugo piramido, dokazi niso prepričljivi. Pentimenti na marmornatih vencih kažejo, da je bila prvotno predvidena samo ena piramida za vzhodno stran. Prvič, ko se »grobnice« omenjajo v množini, gre za pogodbo med družino Chigi in Bernardinom da Viterbo 8. aprila 1522, ko je kiparju naročil, da doda Lorenzettovemu delu še zadnje poteze. Kljub temu je bila druga piramida leta 1552 še vedno zabeležena kot večinoma nezgrajena, ko so Chigi plačali svoj dolgoletni dolg do Lorenzettovi družine. (V postopku so bili pravilno zabeleženi tudi podstavek druge piramide in plošče za marmornato oblogo.) . Najverjetneje je drugi spomenik postavil Fabio Chigi le za svojega pradedka Sigismonda.
Leta 1996 je Antonio Pinelli v raziskovalnem inštitutu Getty odkril prvotno pogodbo iz leta 1552, ki je bila znana le po netočnem prepisu iz 19. stoletja. Besedilo je razlagal kot dokaz, da je bila piramida Agostina prvotno načrtovana za njegovo ženo Francesco Ordeasco skupaj z bronastim reliefom Kristusa in Samarijanke. Ta teorija ostaja sporna, vendar popravljeno besedilo res govori o ženskem tondu, ki ga Lorenzetto ni izdelal - namig, da je bila druga piramida pripravljena za žensko, najverjetneje Ordeasco.
Piramidalne grobnice so bile takrat nov izum, toda piramide so bile tradicionalni simboli večnosti in nesmrtnosti. Grobnice Chigi so navdihnili antični viri, ker so spomnili na grobnice faraonov in dva slavna rimska nagrobna spomenika, piramide Cestija in Romula, ter zaradi svoje vitke, podolgovate oblike (razmerje med višino in širino v Santa Maria del Popolo je 2 : 1), staroegipčanski obeliski, ki krasijo trge mesta. Obeliski so bili povezani tudi z rimskimi cesarskimi pogrebi, ker je srednjeveška tradicija trdila, da je bronasti globus na vrhu vatikanskega obeliska vseboval pepel Julija Cezarja.
Med baročno obnovo kapele je Bernini dokončal in poenostavil grobnice. Prvotno so bili medaljoni verjetno iz brona, epitafi naj bi bili napisani na pozlačenih bakrenih ploščah, tri stranice podstavkov pa naj bi bile okrašene z bronastimi reliefi. Skica, ki jo pripisujejo Giovanniju Antoniu Dosio (ok. 1570) v Uffiziju, prikazuje izvirno obliko Agostinove piramide, v kateri manjka plošča in medaljon. Druga risba, arhitekturna fantazija z liki Piramusa in Thisbeja Jeana Lemairea (ok. 1650), prikazuje podobno piramido, ki jo je očitno navdihnila tista v kapeli Chigi, preden jo je Bernini obnovil. Vzorčna risba tapiserije Francesca Salviatija (ok. 1548) prikazuje isti spomenik, okronan s pokrovčkom in majhno bronasto kroglo, ki je bil kasneje odstranjen (ali ni nikoli obstajal).
Piramide počivajo na štirih majhnih podporah iz afriškega marmorja, ki posnemajo prvotne astragale vatikanskega obeliska. Ni gotovo, ali so sedanji podstavki izvirni ali jih je nadomestil Bernini. Pogodba iz leta 1552 govori o sedmih 'terminih', ki jih je izvedel Lorenzetto, ki bi se lahko nanašali na podstavke, čeprav je izraz dvoumen.
Bernini je reliefe na dnu nadomestil z zelenimi verde antico marmornatimi ploščami, uokvirjenimi z originalnimi giallo antico letvami. Preživel je le en relief, zgoraj omenjeni Kristus in Samarijanka (zdaj na oltarju), ki je ponazarjal Kristusove besede na vodi večnega življenja. Fabio Chigi je v svojem zgoraj omenjenem pismu leta 1626 omenil še en bronasti relief na krajši strani podnožja, ki je bil obrnjen proti vhodu kapele. To je ugotovil Enzo Bentivoglio, ki je v zbirki družine Chigi odkril fotografijo, ki prikazuje ploščo z Žalostnim genijem. Sama umetniška dela so bila v 20. stoletju očitno izgubljena. Na reliefu je bil upodobljen krilati putto, ki se je z žalostnim izrazom naslonil na obrnjeno baklo. Očitno je bil podoben relief načrtovan tudi za drugo krajšo stran, obrnjeno proti oltarju, vendar tega Lorenzetto ni nikoli izvedel.
Nove medaljone je iz belega marmorja izdelal pomočnik kiparja iz Berninijeve delavnice, namesto načrtovanih bakrenih plošč pa so nagrobni napisi sestavljeni iz samostoječih bronastih črk. Na obeh grobnicah je videti obris obeh načrtovanih kartuš, ki ju je Bernini zakrpal - to je dokaz, da so bile v 16. stoletju izrezane tudi marmornate plošče, ki so pokrivale drugo piramido. Natise je sestavil s pomočjo Lucasa Holsteniusa, eruditnega humanista in starejšega skrbnika Vatikanske knjižnice. Simbol Chi Rho je bil dodan na vrh piramid.
Grobnice so bile prekrite z marmornatimi ploščami portasanta, katerih rdeče in sive barve so nakazovale zgorevanje in dim starih rimskih cesarskih pogrebov, medtem ko je piramidalna oblika vzbujala večzgodovinski cesarski rogus ali pogrebno grmado. Ti pogrebi so bili običajno v Campusu Martiusu, kjer je bila bazilika, orel je bil izpuščen iz grmade, kar je pomenilo vzpon duše v nebesa. Ni naključno, da so frizne plošče levo in desno od oltarja okrašene z vzpenjajočimi se orli. Kot celota je to še en primer, ko je bila eruditna klasična simbolika kapele vključena v širše krščanske podobe vstajenja.
Stena za grobnicami je prekrita z nenavadno marmornato ploščo iz pravokotnikov portasanta in africano mejami. Ta obloga je vidna že na Salviatijevi risbi, ki dokazuje, da je bila del prvotne sheme kapele, toda na vzorčni risbi je luneta pokrita tudi z isto inkrustacijo. Ne glede na to, ali je bilo to kdaj zares dokončano, bi morali biti preprosti venci iz belega marmorja nad grobnicami dodatki iz 17. stoletja. Friz med venci je izdelan iz gladkega temno rdečega rosso antico marmorja, medtem ko je bil starejši friz v preostalem delu kapele iz portasante. Starinski vir te nenavadne obložene obloge, če je sploh obstajal, ostaja neznan, čeprav se včasih predlaga nekaj izgubljenega dela notranje obloge Panteona.
 Lunete
Lunete so napolnjene z oljem na lesenih ploščah Raffaella Vannija, ki ga je leta 1653. naročil Fabio Chigi. Tema teh pogosto spregledanih slik je nekoliko zagonetna, kar povzroča različne interpretacije. V vodnikih so pogosto opisane kot David in Savel in Eli in Samuel ali preprosto - in napačno - kot preroki. Namig o njihovem resničnem pomenu je dal dobro obveščen sodoben opis, ki pa še ni bil objavljen: Saggio della Roma Descritta Benedetta Mellinija, napisan okoli leta 1656. Mellini trdi, da plošča nad Sigismondovim grobom predstavlja Kraljeve prednike Device, druga plošča nad Agostinovim grobom prikazuje Svete prednike Device.
Kraljevi predniki so kralj David s harfo in Goljatovo glavo ter mlajši kralj, nedvomno Salomon, graditelj templjev, ki kleči in gleda v nebesa. Fant, ki drži meč, zmagovito na desni položi nogo na odsekano glavo, na drugi strani pa otrok s kroglico na glavi poklekne, morda Salomonov mladi dedič Roboam. Sveti predniki so predstavljeni prek judovskega velikega duhovnika v tradicionalnih oblačilih in njegovih pomočnikov, ki Bogu ponujajo golobe in kadilo. Lunetne slike tematsko dopolnjujejo oltarni del Sebastiana del Piomba, ki ustvarja povezavo med Marijinim rojstvom in zgodbami Stare zaveze, upodobljenimi na tamburju. Med obnovo v 20. stoletju je bila stena pod ploščami izpostavljena, vendar prejšnja dekoracija ni bila odkrita. Polkrožne lesene plošče so postavljene v podoben pozlačen bronast okvir kot glavni oltarni del.
 Tlak
Sedanji tlak je zasnoval Bernini, ki je obzidal že obstoječo odprtino pred oltarjem in oltar dvignil za dve stopnici, poudarjajoč njegov simbolni pomen (tretja stopnica je kasnejši dodatek, ki moti dekorativni vzorec). Elegantno oblikovane izvirne stopnice so bile narejene iz monolitnih blokov iz marmorja statuario. Beli in sivi bardiglio marmornati tlak  ima geometrijski vzorec, ki ustreza okrasju kupole. V sredini je vgrajen opus sectile rondel, obdan z okvirjem stiliziranih vrtnic in hrastovih listov. Znotraj lika krilatega okostja je dvignjen grb družine Chigi, ki simbolizira zmago dinastične vrline nad smrtjo. Pod sliko je zvitek z latinskim napisom: Mors aD CaeLos (kar pomeni 'skozi smrt v nebesa'). Velike tiskane črke sestavljajo datum začetka obnove z rimskimi številkami: MDCL = 1650. Kroglo je izdelal kamnosek Gabriele Renzi leta 1653/54. (Sodobni viri dokazujejo, da je bil napis prvotno Mors aD CaeLos Iter, črke pa so seštevale do leta 1651, leta, ko se je Fabio Chigi zadnji dan novembra po dolgi odsotnosti v tujini vrnil v Rim.).
 Oprema
Trenutno v kapeli skoraj ni pohištva, razen privlačne bronaste večne svetilke, ki tvori pozlačeno krono, obešeno na verigah, okrašena z osemkrakimi zvezdami Chigija in podprta s tremi letečimi kerubini. Zasnova je simbolična referenca na Marijino krono, zavetnico kapele in družino Chigi. Svetilko je oblikoval Bernini sam. Papež je v svojem dnevniku potrdil avtorstvo velikega kiparja: »Včeraj smo videli bronasto svetilko, ki jo je za kapelo v Popolu izdelal Bernini«, je zapisal 16. julija 1657. Svetilko je oblikoval Peter Verpoorten, flamski pomočnik Berninija, vliv jo je Francuccio Francucci, pozlatil pa jo je Francesco Perone. Filippo Baldinucci v svoji Vita pravi, da je bil Bernini »navajen, da pri načrtovanju oljne svetilke ne izvaja nič manj študij in aplikacij kot pri oblikovanju zelo plemenite zgradbe«. Podobna svetilka je bila ustvarjena za kapelo Cybo v baziliki Santa Maria del Popolo, kopija je bila narejena leta 1885 za Palazzo Chigi v Ariccii, znani so tudi drugi odlitki svetilke.
Na vhodu stražita dva monumentalna 1,5 m visoka bronasta svečnika s simboli Chigijev; te so prižgali med darovanjem svete maše. Svečniki so postavljeni na poslikane lesene cokle. Risba sledilca Berninija v kraljevi zbirki, datirana med letoma 1655 in 1665, prikazuje zasnovo podobnega predmeta, čeprav je skica morda nastala za oltarne sveče bazilike svetega Petra. Oltar obkrožata dve steni za rože iz belega marmorja, okrašeni s palminimi listi.
Prvotno je Fabio Chigi priskrbel druge kose cerkvenega pohištva za obnovljeno družinsko kapelo. Šest pozlačenih bronastih svečnikov je bilo postavljenih na mizo oltarja, njihova oblika in število pa sta opozarjala na šest gora emblema Chigi. Bili so različice tistih, ki jih je umetnik zasnoval za oltar sv. Petra. Dopolnili so jih pozlačene lesene oltarne karte in bronasti križ-tabernakelj, katerega skrinjo so podpirali štirje serafini, vrata pa okrašena s kelihom in sijočo hostijo. Podoben komplet je za cerkev Santa Maria Assunta v Ariccii ustvaril Bernini. Ti liturgični deli so bili v popisu še vedno zabeleženi v 1720-ih.
Fabio Chigi je kapeli leta 1654 in 1656 podelil osem relikviarijev, ki so vsebovali kosti različnih svetnikov. Dva sklopa majhnih kristalnih piramid sta ohranjena v zakladnici bazilike. Zdi se, da je piramidalna oblika poklon piramidnim grobnicam v kapeli.

## Materiali
Uporaba redkih in dragih kamnov po vsej kapeli je pomembna značilnost, ki se sklicuje na notranjost Panteona, ki je bil glavni vir navdiha za Rafaela. Zelo dobro se je zavedal, da so antiki uporabljali dragocenejše materiale kot sodobni renesančni arhitekti in je želel slediti njihovemu zgledu. V pismu papežu Levu X. (okoli 1519) je zapisal:
"... čeprav je danes arhitektura lahko zelo pametna in zelo tesno temelji na slogu starih, [...] vendar okrasitev ni narejena z uporabo surovin, podobnih stroškom kot tiste, ki so jih uporabljali stari, zdi se, da so spoznali, kaj so si zamislili z neskončnimi zneski denarja in katerih volja je sama premagala vsako težavo.«
Ker je slikarja Rafaela naravnost privlačila živahna barva različnih vrst kamnov, ki so bili v Rimu na voljo že od antike, in njegov pokrovitelj, Agostino Chigi je bil eden redkih ljudi, ki je bil dovolj bogat, da je lahko financiral projekt, katerega namen je poustvariti v glavnem izgubljeno kromatično razkošje starodavne arhitekture. V času Rafaela je bila barvna obloga kapele Chigi popolna novost v Rimu in je ostala izjemna, dokler v letih 1578–80 ni bila okrašena Cappella Gregoriana v baziliki sv. Petra, v baročni dobi pa je uporaba barvnih marmorjev postala zelo pogosta.
Beli carrarski marmor (s sivimi žilami), kanelirani pilastri: beli "bianco purissimo" iz Carrare, kapiteli in frizi: marmor statuario, oltarne stopnice: bel in siv marmor bardiglio, tlak: egiptovski granit rosso di Syene, vhodna stopnica iz monolita: marmor africano in rosso antiko, okvirji niš: rosso di Numidia, lupine niš: Portasanta marmor, piramide, ograje, verde antico: osnove piramid, giallo antico: kalupi podstavkov piramid, ograja; rosso di Numidia in Portasanta: obloga za piramide, oboki, vgradni in oblikovalni obroči kupole, bel carrarski marmor, rosso antico: friz nad grobnicami.

## V popularni kulturi
Del knjige Dana Browna Angeli & Demoni poteka v kapeli Chigi, kjer je skulptura Habakuka in Angela eden od štirih 'markerjev', ki vodijo do skrivnega brloga Iluminatov.

## Galerija
- Rafaelov mozaik
- Bog Oče, Rafaelova študija za kupolo
- ’’Mors ad caelos’’ tlak
- Kip Habakuka, Bernini
- Kip Daniela, Bernini
- Kip Elije, Lorenzetto
- Kip Jona, Lorenzetto
- Piramidalna grobnica Agostina Chigija
- Piramidalna grobnica Sigismonda Chigija
- Grobnica Agostina Chigija, skica pripisana Dosiu.
- Modelna risba za oltar, Sebastiano del Piombo
- Pripravljalna študija za oltar
- Bronat okvir oltarne slike z akantovimi listi in želodi
- Bog Oče, študija za tambur, Sebastiano del Piombo